# 한국의 소설가 목록
아래는 한국의 소설가 목록이다.

## ㄱ
- 강경애
- 강석경
- 강영숙 (소설가)
- 강용흘
- 공선옥
- 공지영
- 구효서
- 권여순
- 권정생
- 김경욱 (소설가)
- 김구용 (1922년)
- 김동리
- 김동인
- 김려령
- 김명순 (1896년)
- 김문수 (소설가)
- 김미월
- 김별아
- 김선영 (소설가)
- 김성동 (소설가)
- 김승옥
- 김애란
- 김연수 (작가)
- 김영하 (소설가)
- 김영현 (소설가)
- 김용만
- 김용익
- 김원우
- 김원일 (소설가)
- 김유정
- 김인숙
- 김재영 (소설가)
- 김정환
- 김주영 (소설가)
- 김지원 (소설가)
- 김진명
- 김채원 (소설가)
- 김탁환
- 김하기

## ㄴ
- 나혜석
- 남정환
- 남혜인

## ㅂ
- 박경리
- 박민규 (작가)
- 박범신
- 박상륭
- 박영한
- 박완서
- 박종화
- 박태순 (소설가)
- 박태원 (1909년)
- 박형수
- 방영웅
- 방현석
- 배수아
- 백가흠
- 백민석
- 복거일

## ㅅ
- 서영은 (소설가)
- 서정인
- 서하진
- 성석제
- 손보미
- 송기숙
- 송기원
- 송수권
- 송영 (소설가)
- 신경숙
- 심윤경

## ㅇ
- 안수길
- 안정효
- 양귀자
- 염상섭
- 오상원
- 오수연 (소설가)
- 오영수
- 오정희
- 유재용
- 유현종
- 윤대녕
- 윤흥길
- 이경자 (소설가)
- 이광수
- 이균영
- 이기호 (소설가)
- 이동하 (소설가)
- 이만교
- 이문구
- 이문열
- 이상 (작가)
- 이상훈 (소설가)
- 이순원
- 이승우 (소설가)
- 이어령
- 이윤기 (소설가)
- 이인성 (소설가)
- 이인화
- 이장욱
- 이제하
- 이청준
- 이호철
- 이효석
- 임철우
- 이후 (소설가)
- 이환

## ㅈ
- 장은진
- 장정일
- 전경린
- 전상국
- 정도상
- 정미경 (소설가)
- 전민희
- 정영문
- 정은궐
- 정이현
- 정찬 (소설가)
- 정한숙
- 조경란 (소설가)
- 조선작
- 조성기 (1951년)
- 조세희
- 조정래
- 조해일

## ㅊ
- 채만식
- 천명관
- 천운영
- 최수철
- 최윤 (소설가)
- 최인호 (작가)
- 최인훈
- 최일남

## ㅎ
- 하근찬
- 하성란
- 하일지
- 한강 (작가)
- 한말숙
- 한무숙
- 한설야[1]
- 한수산
- 한창훈
- 허균
- 현길언
- 현진건
- 홍성원
- 황석영
- 황선미
- 황순원

## 같이 보기
- 한국어 시인 목록
- 한국 문학